# North Harbour International 2024
Die North Harbour International 2024 im Badminton fanden vom 23. bis zum 26. Oktober 2024 in Auckland statt.

## Sieger und Platzierte
| Disziplin    | Gold                               | Silber                  | Bronze                                             |
| ------------ | ---------------------------------- | ----------------------- | -------------------------------------------------- |
| Herreneinzel | Karono Karono                      | Lu Chia-hung            | Wang Po-wei                                        |
| Herreneinzel | Karono Karono                      | Lu Chia-hung            | Wang Yu-kai                                        |
| Dameneinzel  | Tsai Hsin-pei                      | Jaslyn Hooi             | Chen Su-yu                                         |
| Dameneinzel  | Tsai Hsin-pei                      | Jaslyn Hooi             | Wang Pei-yu                                        |
| Herrendoppel | Hiroki Midorikawa Kyohei Yamashita | Lai Po-yu Tsai Fu-cheng | Hariharan Amsakarunan Ruban Kumar Rethinasabapathi |
| Herrendoppel | Hiroki Midorikawa Kyohei Yamashita | Lai Po-yu Tsai Fu-cheng | Keith Mark Edison Jack Yu                          |
| Damendoppel  | Lee Chih-chen Lin Yen-yu           | Chen Su-yu Hsieh Yi-en  | Cheng An-chien Cheng Chih-yun                      |
| Damendoppel  | Lee Chih-chen Lin Yen-yu           | Chen Su-yu Hsieh Yi-en  | Airah Mae Nicole Albo Eleanor Christine Inlayo     |
| Mixed        | Chen Cheng-kuan Lee Chih-chen      | Edward Lau Shaunna Li   | Christian Bernardo Eleanor Christine Inlayo        |
| Mixed        | Chen Cheng-kuan Lee Chih-chen      | Edward Lau Shaunna Li   | Alvin Morada Airah Mae Nicole Albo                 |